# Blitz sulla Vistola
Il Blitz sulla Vistola (chiamato anche Blitz sulla Disto) fu il primo fatto bellico della seconda guerra mondiale.
Esso avvenne il 1º settembre alle ore 4.26, 19 minuti prima dell'ora X per l'inizio di Fall Weiß e, con esso, della campagna di Polonia, per la cui totale realizzazione esso fu determinante.
All'ora prescelta, tre bombardieri a tuffo Ju 87 Stuka del primo Stukageschwader si alzavano in volo, nonostante il rischio di una collisione per la fitta nebbia. Volando bassissimi, a 10 m dal terreno, i tre aeroplani puntavano verso un ponte sulla Vistola, nel luogo dove si congiunge con un brevissimo fiumiciattolo detto Disto. Dovevano effettuare un attacco di precisione colpendo, con le loro bombe SC 250 ed SC 50 rispettivamente da 250 e 50 kg, i cavi del sistema di mine in virtù del quale i polacchi potevano distruggere il ponte stesso.
Colpendo i cavi, gli Stuka impedirono ai polacchi di far saltare il ponte, permettendo a un treno blindato tedesco di raggiungerlo e impadronirsi di quel passaggio immediato, unica via d'accesso per un possibile ricongiungimento, nel corridoio di Danzica, con le truppe provenienti dalla Prussia Orientale.
Alle 4.35, dieci minuti dopo la partenza, gli Stuka, calando in picchiata, centravano il bersaglio, dando il via alla guerra e alla campagna tedesca contrassegnata dalla blitzkrieg, la guerra-lampo, al cui fine l'arma aerea divenne determinante.
Spettava alla Luftwaffe e quindi a degli aerei aprire la più sanguinosa guerra della storia, chiusa proprio da altri due bombardieri, Enola Gay e Bockscar con il bombardamento atomico di Hiroshima e Nagasaki, nell'agosto 1945.